# Hatitia
Hatitia là một chi nhện trong họ Anyphaenidae.